# بفينجين
بفينجين (بالإنجليزية: Pfeffingen، الألمانية السويسرية: Pfäffige) هي بلدية في مقاطعة أرليشيم Arlesheim في كانتون ريف بازل في سويسرا.

## التاريخ
تم ذكر بفينجين لأول مرة في عام 1156 باسم فيفينجين Fefingen.

## الحواشي
1. ↑  "Arealstatistik Standard - Gemeinden nach 4 Hauptbereichen" (بالألمانية). Bundesamt für Statistik. Retrieved 2019-01-13.
2. ↑  "Ständige Wohnbevölkerung nach Staatsangehörigkeitskategorie Geschlecht und Gemeinde; Provisorische Jahresergebnisse; 2018" (بالألمانية). Bundesamt für Statistik. 9. April 2019. Retrieved 11 أبريل 2019. {{استشهاد ويب}}: تحقق من التاريخ في: |publication-date= (help)
3. ↑  Pfeffingen بالألمانية وبالفرنسية وبالإيطالية من قاموس سويسرا التاريخي على الإنترنت.